# 69288 Berlioz
69288 Berlioz este un asteroid din centura principală, descoperit pe 11 octombrie 1990, de Freimut Börngen și Lutz Schmadel.